# Il silenzio degli innocenti (romanzo)
Il silenzio degli innocenti è il terzo romanzo dello scrittore statunitense Thomas Harris, pubblicato nel 1988.
È il secondo libro, dopo Il delitto della terza luna, in cui compare il personaggio dello psichiatra serial killer Hannibal Lecter.
Nel 1991 ne è stato tratto il film omonimo, interpretato da Anthony Hopkins e Jodie Foster, vincitore di 5 premi Oscar.

## Trama
Sono passati circa tre anni dagli omicidi del Drago Rosso e la comparsa di un assassino seriale, con la brama di scuoiare le sue giovani e belle vittime, spinge Jack Crawford ad assegnare alla promettente Clarice Starling il compito di risolvere il caso. E la chiave è interrogare il serial killer Hannibal Lecter, recluso da oltre otto anni nel Chesapeake (in seguito Baltimora) State Hospital, diretto dal "dottor" Chilton. L'FBI ritiene che Lecter possa sapere molte cose su "Buffalo Bill" (Jame Gumb), e poiché rifiuta di aprire la sua mente, forse una giovane donna può far leva sulla sua folle genialità.
Clarice fissa un "appuntamento" con l'omicida, ma viene messa in guardia sia da Crawford che da Chilton: è importante non rivelare nulla di sé stessi, o mostrarsi troppo disponibili con Lecter.
Il cannibale mostrerà subito di avere sensazionali capacità mentali, di gran lunga superiori al normale, e Clarice scoprirà che la sincerità è la chiave per discutere con Lecter, per non lasciare che faccia dei suoi questionari dei semplici origami o che la possa prendere in giro. Così fornirà alla detective il primo, fondamentale indizio per scovare Buffalo Bill: cercare i valentini nell'auto di Benjamin Raspail (un vecchio paziente, e vittima, del dottor Lecter). Clarice scoprirà un vecchio magazzino appartenuto alla vittima di Lecter, dove all'interno di un'automobile d'epoca troverà una testa in formalina. Quella, rivelerà Lecter, di un marinaio chiamato Klaus, l'amante di Raspail. Tornata a parlare col cannibale, egli svela il motivo per cui Buffalo Bill uccide: "vuole fare un panciotto con le tette". Lecter scende a un patto: aiuterà nelle indagini se avrà una cella con una finestra.
Trovata la sesta vittima, Starling aiuta Crawford nell'autopsia e trova la crisalide di un insetto nel palato molle della ragazza. L'agente fa esaminare la crisalide da due esperti e si scopre che l'insetto è una Acheronthia Styx, detta Testa di Morto per il suo disegno sul dorso. Poco dopo, anche nella testa di Klaus verrà trovata la crisalide dello stesso insetto, che cresce appena in Asia, e in America deve essere allevato per vivere.
La figlia della senatrice Martin, Catherine, viene sequestrata. La sua blusa viene trovata tagliata sulla schiena: il segno distintivo di Buffalo Bill. Per trovare in fretta Catherine Martin, Clarice propone un (falso) accordo a Lecter: la promessa, da parte della Senatrice, del suo trasferimento in un carcere dove potrebbe avere maggiori privilegi. Questo accordo viene in realtà "siglato" da Crawford, la Senatrice non ne sa nulla né conosce Clarice Starling.
Lecter, dal canto suo, opta per un patto con Clarice: lui darà maggiori informazioni su Bill, se lei parlerà della sua vita. Egli spiega che il "nostro amico" ha problemi psichici riguardo alla sua sessualità. Egli non è un vero transessuale, ma vorrebbe esserlo, e per le sue turbe psichiche è stato rifiutato da tutti i centri di chirurgia dove si pratica il cambio del sesso. La farfalla è la metafora del cambiamento, di ciò che è e di ciò che vorrebbe veramente essere. Clarice, invece, parla del suo passato. La morte di suo padre, e i due mesi passati nel ranch in Montana dello zio, tra pecore e cavalli.
Una volta che Clarice è andata via, Lecter ricorda tutta la conversazione avuta al tempo con Benjamin Raspail. Prima vi era Klaus, poi arrivò il geloso Jame, che uccise il marinaio e ne conservò la testa nel frigorifero e usò la pelle per cucirsi un grembiule. In quell'occasione, Raspail aveva anche fatto conoscere Jame al suo psichiatra, il dottor Lecter, di cui si fidava ciecamente.
Chilton svela l'inganno di Crawford: non c'è nessun accordo, nessuna cella con vista. Ma lui ha, invece, un affare autentico: il trasferimento di Lecter in Tennessee, dove i poliziotti usano le manette al posto delle camicie di forza, e niente maschera da hockey. Lecter decide di rivelare la verità su Bill solo alla Senatrice Martin, e Chilton accetta. Il direttore del manicomio non sa che Lecter si è costruito con pochi pezzi di plastica una perfetta chiave per aprire le manette, e che la conserva in bocca.
In Tennessee, il cannibale, in camicia di forza e maschera sul volto, svela la "verità". Occhi azzurri, capelli biondi, alto, robusto, ottima forza fisica, età sui trentacinque anni, il suo nome è William Rubina, detto anche Billy. Il giorno successivo al suo trasferimento, Clarice gli fa visita con l'idea di portargli i suoi disegni, e continuano la conversazione. La donna svela la sua verità: dopo aver passato due mesi nel Montana, era fuggita a cavallo, il più lontano possibile. Ciò che l'aveva spinta a scappare erano le urla degli agnelli che il fattore stava macellando. E lei sentiva le loro urla ogni notte, e ogni volta le si gelava il sangue. Per questo era fuggita, per questo era all'FBI: per far tacere gli agnelli.
La conversazione viene interrotta da Chilton, ma in compenso, Lecter ha compilato il questionario. Lo consegna a Clarice attraverso le sbarre, sfiorandole un dito con la promessa di rivedersi presto. "Me lo dirai quando quegli agnelli smetteranno di gridare, vero?", le grida da lontano.

## Edizioni
- Thomas Harris, Il silenzio degli innocenti, traduzione di Roberta Rambelli, collana Omnibus, Arnoldo Mondadori Editore, 1989,  p. 383, ISBN 88-04-31957-7.